# Ахмадие в Кыргызстане
Ахмадие в Кыргызстане является исламской общиной, образованной иностранными пакистанскими миссионерами в начале 1990-х годов. Хотя община была впервые зарегистрирована в стране в 2002 году, спустя 9 лет ее регистрация была аннулирована, поскольку Государственная комиссия по делам религий отказалась перерегистрировать ее в 2011 году. Сегодня община, подвергающаяся религиозным преследованиям, насчитывает до 1000 членов, разбросанных по всей территории страны, включая столицу Бишкек и еще три региона страны.

## История
Ахмадийская мусульманская община впервые пришла в Кыргызстан в начале 1990-х годов благодаря усилиям ряда миссионеров, присланных из Пакистана. Впервые община была зарегистрирована в стране примерно десять лет спустя, в 2002 году. Однако в регистрацию не вошли регионы за пределами Бишкека. Более того, в Бишкеке ахмадийцы смогли зарегистрироваться лишь как «иностранная миссия», несмотря на то, что большинство членов были этническими кыргызами. В регионах за пределами столицы община не смогла зарегистрироваться. В результате регистрации в качестве иностранной миссии мусульманам-ахмади было запрещено заниматься какой-либо религиозной деятельностью без официального разрешения государства. По словам местного представителя сообщества, это усложнило регистрацию в регионах за пределами столицы. В 2007 году мусульманам-ахмади было приказано не собираться в публичных местах для богослужений без официальной регистрации.
В 2008 году мусульмане-ахмади перевели Коран на кыргызский язык, опубликовав более 3000 экземпляров религиозного писания. Однако его перевод был отвергнут официальными представителями киргизского духовенства.
Ввиду заявления службы безопасности страны о том, что ахмадийцы представляют собой «опасное движение», выступающее «против традиционного ислама», Госкомиссия по делам религий отказала в перерегистрации общины в 2011 году. Это ограничение распространялось на Бишкек и другие города, регионы присутствия Ахмадии, а именно Ош, Иссык-Куль и Чуй. Представители комиссии заявили, что движение Ахмадие представляет «угрозу религиозной безопасности» и «не соответствует законам шариата». С тех пор главная ахмадийская мечеть страны в столице Бишкеке остается закрытой.
В 2013 году два нижестоящих суда вынесли решения в пользу мнения Государственной комиссии по делам религий. В результате Саламат Кыштобаев, ведущий член Ахмадийской мусульманской общины, подал апелляцию в Верховный суд, которая позже была отклонена в июле 2014 года. Слушание, которое проходило под председательством судьи Айнаш Токбаевой, состояло из членов Комиссии, а также а также представители тайной милиции Комитета национальной безопасности. По словам неназванного правозащитника, «власти закрывают глаза на разжигающие ненависть речи на телевидении и в других средствах массовой информации, а также в мечетях о мусульманах-ахмади и других уязвимых религиозных группах».
22 декабря 2015 года мусульманин-ахмади Юнусжан Абдужалилов был убит перед своим домом в селе Кашгар-Кыштак Ошской области. Три дня спустя, 25 декабря, местная полиция арестовала девять подозреваемых, которые утверждали, что начать нападение на ахмадийцев им приказала террористическая группа, связанная с «Исламским государством Ирака и Леванта». Один подозреваемый признался в покушении на убийство другого мусульманина-ахмади, Улугбека Турдахунова, проживавшего в том же селе, еще в сентябре того же года. По мнению одного независимого правозащитника, существует косвенная связь между религиозными ограничениями, наложенными на ахмадийцев, и самим убийством.